# Harro Passarge
Harro Passarge (Genthin, 14 mei 1925 – 14 december 2005) was een Duits botanicus en houtvester die vooral was gespecialiseerd in de vegetatiekunde.

## Opleiding
In de periode 1946–1949 studeerde Passarge bosbouw in Berlijn en Eberswalde, nadat hij in de oorlog ernstig gewond raakte. Relatief snel daarna, in 1951, promoveerde hij met een proefschrift over lokale investeringen van het Duitse bosbouwkundige bureau in Magdeburgerforth. In 1963 habiliteerde hij aan de bosbouwfaculteit Eberswalde van de Humboldtuniversiteit van Berlijn met een proefschrift over de plantengemeenschappen van de noordoostelijke Duitse laaglanden.

## Beschreven syntaxa
Passarge beschreef tijdens zijn leven een hoog aantal nieuwe syntaxa voor de wetenschap. In het onderstaande overzicht vindt men syntaxa waarvan Passarge syntaxon(co-)auteur is en waarvan een artikel op de Nederlandstalige Wikipedia beschikbaar is. De syntaxa zijn chronologisch gerangschikt per syntaxonomische rang.
Klassen
- klasse van nitrofiele zomen – Galio-Urticetea Pass. ex Kopecký 1969
- klasse van gladde witbol en havikskruiden – Melampyro-Holcetea mollis Pass. 1994

Verbonden
- verbond van wilgenbroekstruwelen – Salicion cinereae Th.Müll. & Görs ex Pass. 1961
- verbond van gewoon struisgras – Plantagini-Festucion Pass. 1964
- verbond van gladde witbol en havikskruiden – Melampyrion pratensis Pass. 1979

Associaties
- bochtige smele-beukenbos – Deschampsio-Fagetum Pass. 1956
- vogelpootje-associatie – Ornithopodo-Corynephoretum Pass. 1960
- associatie van groot blaasjeskruid – Utricularietum vulgaris Pass. 1961
- lissen-ooibos – Irido-Salicetum albae Pass. & Hoffman 1968 em. Hommel, Stort. & Zonneveld
- associatie van boshavikskruid en gladde witbol – Melampyro pratensis-Hieracietum sabaudi Th.Müll. ex Pass. 1994